# Crocus tauricus
Crocus tauricus är en irisväxtart som först beskrevs av Ernst Rudolf von Trautvetter, och fick sitt nu gällande namn av Puring. Crocus tauricus ingår i släktet krokusar, och familjen irisväxter. Inga underarter finns listade i Catalogue of Life.